# Il cittadino illustre
Il cittadino illustre (El ciudadano ilustre) è un film del 2016 diretto da Mariano Cohn e Gastón Duprat.
È stato il film rappresentante l'Argentina per l'Oscar al miglior film straniero ai premi Oscar 2017.

## Trama
Daniel Mantovani, un Premio Nobel per la Letteratura che vive in Europa da decenni, accetta un invito dalla sua città natale in Argentina per ricevere un premio. Lì, ritroverà sia le affinità, sia le differenze inconciliabili con la propria gente.

## Distribuzione
Il film è stato presentato in anteprima il 4 settembre 2016 in concorso alla 73ª Mostra internazionale d'arte cinematografica di Venezia. L'8 settembre è stato distribuito nelle sale cinematografiche argentine, il 28 ottobre in Spagna e il 24 novembre in Italia.

## Riconoscimenti
- 2016 - Mostra internazionale d'arte cinematografica di Venezia
  - Coppa Volpi per la migliore interpretazione maschile a Oscar Martínez
  - In concorso per il Leone d'oro
- 2017 - Premio Ariel
  - Miglior film iberoamericano
- 2017 - Premio Goya
  - Miglior film straniero in lingua spagnola